# Chieuti
Chieuti község (comune) Olaszország Puglia régiójában, Foggia megyében.

## Fekvése
A Tavoliere delle Puglie északi részén fekszik.

## Története
A település az ókori Cliternia Frentana helyén épült fel, amelyet 495-ben a gótok pusztítottak el. A 15. század második felében albánok telepedtek le. A 19. század végéig Molise része volt, majd ezt követően vált a Capitanata részévé.

## Népessége
A lakosság számának alakulása:

## Főbb látnivalói
- a San Giorgio-templom